# Аделіна Богуш
Аделіна Богуш (рум. Adelina Boguș, нар. 4 вересня 1988, Ботошані, Румунія) — румунська веслувальниця, бронзова призерка Олімпійських ігор 2016 року, триразова чемпіонка Європи.

## Виступи на Олімпіадах
| Олімпіада   | Дисципліна                     | Місце |
| ----------- | ------------------------------ | ----- |
| Лондон 2012 | вісімка розстібна зі стерновим | 4     |
| Ріо 2016    | вісімка розстібна зі стерновим | 3     |

## Зовнішні посилання
- Профіль [Архівовано 11 січня 2021 у Wayback Machine.] на сайті FISA.

1. ↑  Adelina Bogus